# 17
Het jaar 17 is het zeventiende jaar in de 1e eeuw volgens de christelijke jaartelling.

## Gebeurtenissen

### Italië
- Germanicus Julius Caesar houdt in Rome een triomftocht, in de parade worden Thusnelda en haar 1-jarige zoon Thumelicus als gevangene meegevoerd.
- Keizer Tiberius stuurt Germanicus met een expeditieleger (3 legioenen) naar het Oosten, Cappadocië wordt ingelijfd bij het Romeinse Keizerrijk.

### Europa
- Marbod roept zich uit tot koning van de Sueben, in een conflict met de Cherusken, Longobarden en Semnonen moet hij zich terugtrekken over de Donau.

### Nederlanden
- De Laarse Beek (Ulmus) wordt de grens tussen Belgica Secunda en Germania Inferior.
- Oprichting van de godenpijler in Noviomagus Batavorum (huidige Nijmegen), een zuil met reliëfs ter ere van Tiberius.
- Romeinse gebieden in de zuidelijke Nederlanden bestuurd vanuit Colonia Agrippina (Keulen).

### Numidië
- De Numidiërs onder leiding van Tacfarinas, komen in Africa in opstand tegen de Romeinse overheersing.
- Legio III Augusta weet de nomadische stammen te verslaan door een langdurige guerrillastrijd.

### Midden-Oosten
- Herodes Antipas, een zoon van Herodes de Grote, sticht aan het Meer van Galilea, de stad Tiberias.
- Na de dood van koning Antiochus III, wordt het koninkrijk Commagene bij de Romeinse provincie Syria ingelijfd.

### Klein-Azië
- Archelaüs van Cappadocië wordt beschuldigd van verraad en afgevoerd naar Rome, waar hij in gevangenschap overlijdt.

## Overleden
- Gaius Iulius Hyginus, Romeins geleerde en hoofdbibliothecaris
- Publius Ovidius Naso, Romeins dichter van de Augusteïsche elegiaci
- Thusnelda, vrouw van de Germaanse veldheer Arminius
- Titus Livius, Romeins historicus